# International 14
L'International 14 è una barca a vela da regata, la cui classe è riconosciuta dalla International Sailing Federation.